# Melanostomias pauciradius
Melanostomias pauciradius es una especie de pez de la familia Stomiidae en el orden de los Stomiiformes.

## Hábitat
Es un pez de mar y de aguas profundas.

## Distribución geográfica
Se encuentra en el Pacífico occidental.